# Kościół Ewangelicko-Luterski w Polsce Zachodniej
Kościół Ewangelicko-Luterski w Polsce Zachodniej (niem. Evangelisch-lutherische Kirche in Westpolen) – staroluterański związek wyznaniowy istniejący w II Rzeczypospolitej w Wielkopolsce, na Kujawach i na Pomorzu. Powstał w oparciu o znajdujące się na obszarze państwa polskiego dawne parafie staroluterańskie. Siedziba do 1935 roku była w Rogoźnie, następnie do 1939 roku administracyjnym centrum kościoła był Toruń.

## Historia
Pierwsze zbory staroluterańskie powstały w Wielkopolsce i na Pomorzu w 1836. Działały na podstawie koncesji generalnej króla pruskiego z dnia 23 lipca 1845 dla luteran trzymających się z dala od wspólności z Ewangelickim Kościołem krajowym (Zbiór ustaw pruskich s. 516). Po odzyskaniu przez Polskę niepodległości parafie objęte granicami państwa polskiego oddzieliły się od dotychczasowej zwierzchności kościelnej we Wrocławiu.
Na początku okupacji niemieckiej 16 listopada 1939 utworzono Kościół Ewangelicko-Luterski Narodowości Niemieckiej w Zachodnim Kraju Warty (Evangelisch-lutherische Kirche deutscher Nationalität im Warthegau-West) i włączono do niego większość parafii staroluterańskich Kościoła działającego w II Rzeczypospolitej.
Po zakończeniu wojny na mocy ustawy z dnia 4 lipca 1947 r. w sprawie zmiany dekretu Prezydenta Rzeczypospolitej z dnia 25 listopada 1936 r. o stosunku Państwa do Kościoła Ewangelicko-Augsburskiego w Rzeczypospolitej Polskiej parafie staroluterańskie zostały włączone do Kościoła Ewangelicko-Augsburskiego w RP.

## Struktura organizacyjna
Staroluteranizm głoszący ideę „wolnego Kościoła” starał się być w systemie zarządzania sprawami kościelnymi niezależny od decyzji władzy państwowej. Ustrój Kościoła w Polsce określony został w przyjętym samodzielnie w 1920 statucie. Najwyższą władzą kościelną był synod złożony ze wszystkich pastorów, świeckich delegatów (po jednym z każdego „okręgu zborowego”) i członków konsystorza. Synod, zbierający się co dwa lata, wybierał konsystorz jako władzę wykonawczą na czele z superintendentem generalnym jako zwierzchnikiem Kościoła. Urząd ten pełnił w latach 1920–1935 ks. Reinhold Büttner, a w latach 1935–1939 Theodor Brauner.

## Parafie (1937)
Według danych opublikowanych w 1937 Kościół posiadał parafie w następujących miejscowościach:
| Parafia         | Liczebność wiernych (1937) |
| --------------- | -------------------------- |
| Bydgoszcz       | 503                        |
| Dworzysko       | 71                         |
| Jeziorki        | 117                        |
| Mieczkowo       | 119                        |
| Czarnylas       | 498                        |
| Granowiec       | brak danych                |
| Dębnica         | brak danych                |
| Leszno          | 120                        |
| Nowy Tomyśl     | 215                        |
| Brody           | brak danych                |
| Boruja Nowa     | 170                        |
| Stara Tuchorza  | 65                         |
| Międzychód      | 48                         |
| Miłostowo       | brak danych                |
| Zamorze         | brak danych                |
| Sieraków        | brak danych                |
| Poznań          | 933                        |
| Glinka Duchowna | brak danych                |
| Trzemeszno      | 46                         |
| Gniezno         | 35                         |
| Grzebienisko    | 38                         |
| Rogoźno         | 232                        |
| Oborniki        | 48                         |
| Budzyń          | 52                         |
| Margonin        | 35                         |
| Lipia Góra      | 97                         |
| Białośliwie     | 32                         |
| Toruń           | 49                         |
| Otłoczyn        | brak danych                |
| Skłudzewo       | brak danych                |
| Nakło           | 114                        |
| Łobżenica       | brak danych                |
| Sipiory         | brak danych                |
| Polichowo       | 148                        |